# Arctosa sanctaerosae
Arctosa sanctaerosae là một loài nhện trong họ Lycosidae.